# Jokum Wielandt
Jokum (Jochum) Wielandt (død før 1665) var en dansk skomager og garver, kendt som Christian IV’s skomager. Han var en ledende figur i Københavns skomagerlav, og opnåede kongeligt privilegium til at etablere et karduanberederi. Han spillede også en aktiv rolle i forsvaret af Stormen på København under Karl Gustav-krigene i 1659. 

## Baggrund
Wielandt stammede formentlig fra en tysk ridderadels familie som kendes tilbage til før år 1180 hvor greverne af Lechsgemünd-Graisbach beder deres ældste ministerialer om at bygge borgen Wielandstein. Familien var tilknyttet borgene Wielandstein og Wielandhöfe i Wellheim, hvor de formentlig har deres navn fra og Vohburg i Bayern, men synes at være blevet økonomisk ruineret under Trediveårskrigen (1618–1648). Jochum og hans bror Samuel Wielandt udvandrede til Danmark i denne periode, og nedstammer måske fra dommer Christoph Wieland fra Burgheim som solgte sin ejendom og sit dommerembede og hans søn med samme navn som var købmand i Nürnburg. Der er også teorier om, at slægten kan have rødder i Skåne eller Hallingdal da det menes at Wielandt skulle være beslægtet med Borgmesteren Batolomæus Michelsen Haagen som blev henrettet på torvet i Malmö, hvorledes familieskabet er, vides ikke.

## Virke i København

### Kongelig skomager og garver
Wielandt virkede som skomager for Christian IV, hvilket gav ham særstatus og mulig adgang til hoffets kredse. I 1650 modtog han og tre andre skomagere — Hans Goyte Grove, Ditmar Lorentzen og Michel Maes — kongeligt privilegium til at etablere et karduanberederi med 16 års eneret og 6 års toldfrihed på import af bukkehuder.
Samtidig blev Wielandt og syv andre skomagere flyttet til nye garverpladser udenfor Vesterport efter ekspropriation til fæstningsbyggeri. Området blev senere en del af Dronningens Enghave. Garveriet nævnes i lavets kilder helt ind i det 18. århundrede.

### Ejendom og status
Wielandt ejede både et garveri udenfor Vesterport og et hus i Klosterstræde med lejebolig ("i samtiden kaldet Leywoning"). Ved en vurdering i 1661 blev hans ejendom anslået til 370 rigsdaler, hvilket var den næsthøjeste vurdering i gaden.

## Københavns belejring
Under Københavns belejring (1658–1660), som fandt sted under Karl Gustav-krigene, spillede Jochum Wielandt en aktiv rolle i byens civile forsvar. Ifølge samtidige optegnelser og slægtsmateriale deltog han i forsvaret af byen i 1659, hvor han med egne midler udrustede og bevæbnede to svende og to drenge fra sit værksted og stillede med dem på byens volde.
Denne indsats var en del af den bredere mobilisering af Københavns borgerbevæbning, hvor borgere og håndværkere organiseredes i militære enheder for at modstå den svenske belejring ledet af Karl X Gustav. 
Jochum Wielandt er desuden opført i en officiel borgerfortegnelse fra 1659, ført som led i belejringens administrative forberedelser. Her er han anført som "skomager, boende i Klosterstræde". Listen fungerede som et redskab for byens myndigheder til at kortlægge befolkningens erhverv, bopæl og potentielle militære bidrag.

## Død og begravelse
Jochum Wielandt døde formentlig kort efter 1681. Han blev begravet i Hellig Geist Kirke (i dag kendt som Helligåndskirken på Strøget), i kapel nr. 32. Senere blev Knud Windekilde begravet i samme kapel, og hans slægt var forbundet med Wielandt-slægten gennem Inger Windekilde og kancelliråd, kendt som dansk avisudgiver, bogtrykker og forfatter, Joachim Wielandt (1690–1730).

## Familie
Jochum Wielandt havde en bror, Samuel Wielandt, som ligeledes bosatte sig i Danmark. Familien fortsatte i Danmark og fik indflydelse blandt embedsmænd og det højere borgerskab. Slægten brugte bl.a. navneformen Wielandt, og senere også Wieland, Vielandt og Vieland. Jochum Wielandt var gift, men hans hustrus navn er ikke direkte nævnt i kilderne, men det vides at  han fik 2 sønner:
- Peter Wielandt, handlede og sejlede til Island. far til Joachim Wielandt
- sognepræst og provst, Christoffer Wielandt

### Våbenskjold
Wielandt slægten førte et våbenskjold som kan føres tilbage til deres oprindelse. Om skjoldet blev ført i Danmark vides gennem Joachim Wielandt, som har studeret og skrevet om heraldik, og blandt andet gengivet Wielandt våben, hvor han hertil skrev:
"Wieland v. Vohburg
Altbayerisches Geschlecht 1407
Siebmachers Wappenbuch
2. Bd. 7. Abt. S. 192.
Joachim Wieland
kancelliraad 1730
Kgl. Bibliothek, Nyre Braunschweig"
Blasonering er således:
Skjold: Skjoldet delt i sort og sølv (hvid) ved en vandret deling (fess). Øvre felt sort, nedre felt sølv. Ingen figurer i feltet.
Hjelm: Hjelm kronet med åben rangkrone , oven på en adelig hjelm af åben type.
Hjelmtegn: To åbne ørnevinger, hver delt i sort og sølv langs en tværgående linje (per fess), placeret symmetrisk. Vingerne rejst og udadvendte. Vingernes nedre halvdele sølv, øvre halvdele sort.